# Tucumyia
Genre
Tucumyia est un genre d'insectes diptères de la famille des Asteiidae.

## Liste d'espèces
Selon Catalogue of Life (29 mars 2019) :
- Tucumyia aczeli Sabrosky, 1956
- Tucumyia angustigena Sabrosky, 1957
- Tucumyia linearis Sabrosky, 1957
- Tucumyia pollinosa Sabrosky, 1957